# Мешкі-Лесьники
Мешкі-Лесьники (пол. Mieszki-Leśniki) — село в Польщі, у гміні Вінниця Пултуського повіту Мазовецького воєводства.
Населення — 128 осіб (2011).
У 1975-1998 роках село належало до Цехановського воєводства.

## Демографія
Демографічна структура станом на 31 березня 2011 року:
|          | Загалом | Допрацездатний вік | Працездатний вік | Постпрацездатний вік |
| -------- | ------- | ------------------ | ---------------- | -------------------- |
| Чоловіки | 56      | 12                 | 37               | 7                    |
| Жінки    | 72      | 23                 | 31               | 18                   |
| Разом    | 128     | 35                 | 68               | 25                   |